# Licor branco
Licor branco também denominado de lixivia branca é a mistura química utilizada no cozimento da madeira para a produção de pasta celulósica.
É acrescentada no digestor da madeira e aquecida com objetivo de reagir com a lignina e dissolvê-la, transformando assim os cavacos em pasta.
O licor é preparado de acordo com o processo usado pela fábrica de papel.
No Processo Kraft o licor contem NaOH (hidroxido de sódio ou soda caustica) e Na2S (sulfeto de sódio ou sulfureto de sódio) no processo soda o licor é composto apenas por NaOH.